# Moutrot
Moutrot – miejscowość i gmina we Francji, w regionie Grand Est, w departamencie Meurthe i Mozela.
Według danych na rok 1990 gminę zamieszkiwało 167 osób, a gęstość zaludnienia wynosiła 23 osób/km² (wśród 2335 gmin Lotaryngii Moutrot plasuje się na 878. miejscu pod względem liczby ludności, natomiast pod względem powierzchni na miejscu 811.).